# Kaf al-Dschaʿ

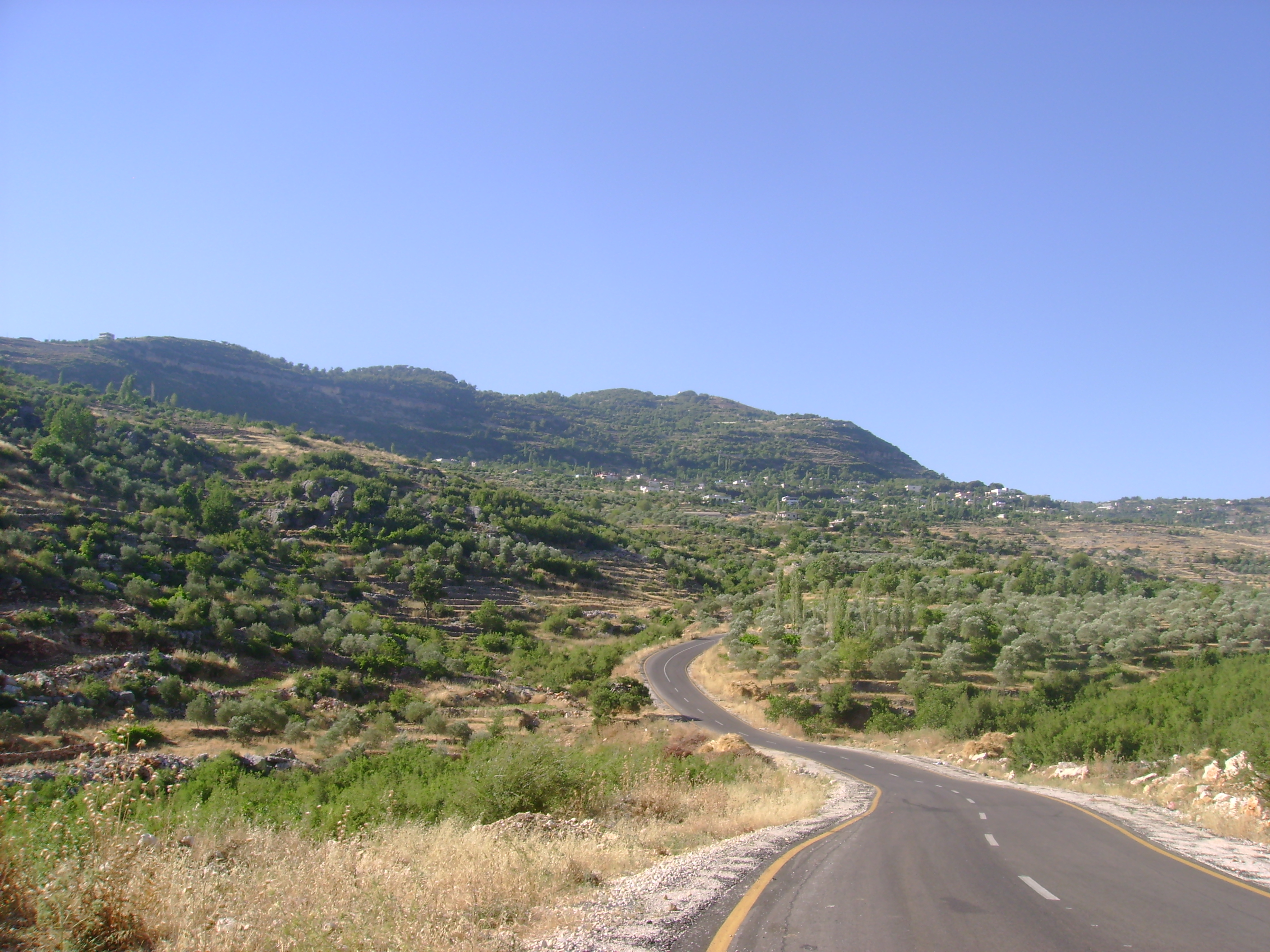
Auf der Straße Richtung Kaf al-Dschaʿ

Kaf al-Dschaʿ (arabisch كاف الجاع, DMG Kāf al-Ǧāʿ, auch Kaf Aljaa, Kaf al Jaʿ) ist ein Dorf im Gouvernement Tartus in Syrien.
In Kaf al-Dschaʿ lebten 2068 Einwohner bei der Volkszählung im Jahr 2004. Ein Großteil gehört der Religionsgemeinschaft der Alawiten (Nusairier) an.

## Geographie und Klima
Der Ort liegt auf einer Höhe von etwa 900 Metern nahe Qadmus am Westhang des Dschebel Ansariye. Das Klima ist im Sommer und Winter sehr angenehm, Temperaturen unter dem Gefrierpunkt sind aber nicht selten. Um Kaf al-Dschaʿ ist noch eine vielfältige Vogelwelt heimisch.